# Gerard Wallop (9e comte de Portsmouth)
Gerard Vernon Wallop, 9e comte de Portsmouth (16 mai 1898-28 septembre 1984), titré vicomte Lymington de 1925 à 1943, est un propriétaire foncier britannique, écrivain sur des sujets agricoles et homme politique impliqué dans des groupes de droite.

## Jeunesse
Il est né à Chicago, le fils aîné d'Oliver Wallop (8e comte de Portsmouth) et de Marguerite Walker. Son père déménage dans le Wyoming, où il est éleveur et sert à l'Assemblée législative de l'État du Wyoming. Après la mort de ses deux frères aînés sans fils, Oliver devient 8e comte de Portsmouth et renonce à sa citoyenneté américaine pour siéger à la Chambre des lords . Gerard fait ses études en Angleterre, à Farnborough, au Winchester College et au Balliol College d'Oxford. Il a ensuite agriculteur à Farleigh Wallop dans le Hampshire. Wallop est sous-lieutenant temporaire (probationnaire) dans le régiment de réserve, 2nd Life Guards le 19 janvier 1917, transféré au régiment de mitrailleuses des gardes le 10 mai 1918, et lieutenant temporaire le 19 juillet 1918.

## Positions politiques
Lord Lymington est député conservateur de Basingstoke de 1929 à 1934. Il démissionne et provoque une élection partielle en mars 1934 (Henry Maxence Cavendish Drummond Wolff est élu). À ce stade, il est dans la Ligue de défense de l'Inde, un groupe impérialiste de conservateurs autour de Winston Churchill, et entreprend une mission de recherche en Inde pour eux.
Sa sortie de la politique partisane est apparemment causée par une certaine désillusion et une ambition frustrée.

## Papiers Newton
En 1936, il vend aux enchères chez Sotheby's la plus grande collection de papiers non publiés d'Isaac Newton, connus sous le nom de Portsmouth Papers . Ceux-ci étaient dans la famille depuis environ deux siècles, depuis qu'un ancien vicomte Lymington avait épousé la petite-nièce de Newton.
La vente est l'occasion permet de mieux connaître l'intérêt de Newton pour l'alchimie . Répartis en un grand nombre de lots séparés, en plusieurs centaines, ils sont dispersés. John Maynard Keynes achète de nombreux lots importants. Les ouvrages théologiques sont achetés en grand nombre par Abraham Yahuda. Un autre acheteur est Emmanuel Fabius, un antiquaire à Paris.

## Militant de droite
Wallop est un membre et a une influence importante sur l'English Mistery (en)  une association promue par William Sanderson et fondée en 1929 ou 1930. C'est un groupe conservateur, avec des vues en phase avec ses propres opinions monarchistes et ruralistes.
Une scission dans le Mistery place Wallop à la tête d'un successeur, l'English Array. Il est actif de 1936 aux premiers mois de la Seconde Guerre mondiale et plaide pour le «retour à la terre» . Ses membres comprennent AK Chesterton, JFC Fuller, Rolf Gardiner, Richard de Gray, Hardwicke Holderness, Anthony Ludovici, John de Rutzen, et Reginald Dorman-Smith . Il est décrit comme «plus spécifiquement pro-nazi» que le Mistery; La famine en Angleterre (1938) de Lymington est un manifeste agricole, mais avec des connotations raciales de l'immigration urbaine .
Il édite le magazine New Pioneer de 1938 à 1940, en collaboration avec John Warburton Beckett et AK Chesterton. Le rassemblement provoqué par la perspective de la guerre européenne le voit fonder le British Council Against European Engagements en 1938, avec William Joyce. Il rejoint le Parti populaire britannique en 1943 . L'Array anglais n'a pas été fermé, comme d'autres organisations de la droite pendant les années de guerre, mais est sous surveillance et n'a que peu d'activité .

## Agriculture biologique
Wallop est l'un des premiers partisans de l'Agriculture biologique en Grande-Bretagne . Il est décrit comme «une figure centrale de la coalescence du mouvement organique dans les années 30 et 40».
Il fonde la Kinship in Husbandry avec Rolf Gardiner, un précurseur de la Soil Association. Il recrute Edmund Blunden (en), Arthur Bryant (en), HJ Massingham, Walter James (4e baron Northbourne), Adrian Bell et Philip Mairet (en) .

## Famille et vie personnelle
Il se marie deux fois et a cinq enfants .
Le 31 juillet 1920, il épouse Mary Lawrence Post (divorce en 1936), fille de Waldren Kintzing Post, de Bayport, Long Island. Ils ont deux enfants:
- Oliver Kintzing Wallop, vicomte Lymington (14 janvier 1923 - 5 juin 1984), marié à Ruth Violet Sladen, fille de Gerald Carew Sladen et a :
  - Quentin Wallop (10e comte de Portsmouth)
- Lady Anne Camilla Evelyn Wallop (née le 12 juillet 1925) qui épouse Lord Rupert Nevill, fils cadet de Guy Larnach-Nevill (4e marquis d'Abergavenny).

En 1954, il se remarie à Bridget Cory Crohan, fille unique de Patrick Bermingham Crohan et d'(Edith) Barbara Cory (plus tard Bray), d'Owlpen Manor, Gloucestershire. Ils ont trois enfants:
- Lady Philippa Dorothy Bluet Wallop (21 août 1937 - 31 août 1984) qui épouse Charles Cadogan (8e comte Cadogan) [14]
- Lady Jane Alianora Borlace Wallop (née le 24 février 1939)
- L'hon. Nicholas Valoynes Bermingham Wallop (né le 14 juillet 1946), épouse Lavinia Karmel, fille unique de David Karmel

Gerard Wallop devient comte de Portsmouth en 1943, à la mort de son père Oliver.
Après la guerre, il déménage au Kenya, où il vit pendant près de 30 ans. Son siège à Farleigh House est loué comme école préparatoire à partir de 1953.
Le fils aîné du comte, Oliver, est décédé avant lui; à sa mort en 1984, le titre passe à son petit-fils Quentin .

## Publications
- Spring Song of Iscariot ( Black Sun Press, 1929) poème, comme Lord Lymington
- Ich Dien - the Tory Path (1931) as Lord Lymington
- Famine in England (1938)
- Alternative to Death (1943)
- A Knot of Roots (1965)